# グースグリーンの戦い
グースグリーンの戦い（英語: Battle of Goose Green）は、フォークランド紛争中の1982年5月28日から5月29日にかけて、イギリス軍とアルゼンチン軍との間で戦われた陸戦。

## 戦闘に至る経緯
1982年3月30日から4月3日にかけてのフォークランド諸島侵攻により、フォークランド諸島はアルゼンチン軍の制圧下となった。
これに対し、イギリス軍は3月31日より空母機動部隊として第317任務部隊の編成に着手しており、航空・海上優勢を巡る戦闘を経て、5月21日より東フォークランド島への上陸作戦を開始した。
第317任務部隊の上陸部隊である第317.1任務群は、もともと第3コマンドー旅団（旅団長トンプソン准将）から編成されていたが、同旅団のみでは兵力に不安があるとして、まず陸軍の第5歩兵旅団（旅団長ウィルソン准将）から第2・3空挺大隊が抽出されて増援され、ついで旅団そのものが派遣された。これら2個旅団を統一指揮する組織としてフォークランド諸島陸上軍（LFFI）が設けられ、その指揮官としてはムーア海兵隊少将が任命された。
これに先立ち、第317任務部隊指揮官フィールドハウス大将は、第317.1任務群指揮官トンプソン准将に対し、フォークランドへの上陸を準備するよう指示した。そして5月12日、隷下部隊に対し、「作戦命令3/82」として水陸両用作戦である「サットン作戦」を発令した。アルゼンチン側は、イギリス軍がフォークランド諸島の首都であるスタンリーを直接攻撃してくるものと予期していたが、実際には、まず5月21日に第3コマンドー旅団がサン・カルロスに上陸して橋頭堡を確保したのち、順次にスタンリーへと進撃する態勢をとっていた。

## 戦闘の経過

#### 双方の態勢
5月21日にイギリス軍がサン・カルロスに上陸して以降、アルゼンチン軍の抵抗は航空攻撃に限られていた。一方、イギリス軍の側は、上陸以降の作戦については事前の計画は乏しかったが、これらの情勢から、任務部隊司令部ではアルゼンチン軍の積極性について楽観的な見方が広がっていた。第3コマンドー旅団長トンプソン准将は、25日にはケント山からチャレンジャー山にかけての地域に大規模なヘリボーン作戦を行ってスタンリー攻略の地歩を固めることを企図していたが、同日の「アトランティック・コンベアー」の喪失によって多数のヘリコプターが失われ、この作戦は実行不能となった。
スタンリーに進出する前に、まずグース・グリーンとダーウィンに駐屯するアルゼンチン軍を攻撃する必要があった。トンプソン准将はもともと、グース・グリーンに対する（占領を前提としない）襲撃作戦を計画しており、22日には第2空挺大隊長ハーバート・ジョーンズ中佐に作戦立案を下令していたが、「アトランティック・コンベアー」の喪失を受けて、この作戦は第5歩兵旅団とヘリコプターの増援を待って行う方針としていた。しかし逆に、ロンドンの任務部隊司令部と政治家は、この喪失を補うためにも何らかの行動を示すべきであると考えるようになっていた。結局、26日にトンプソン准将が任務部隊司令部と衛星通信で直接話し合い、グース・グリーンへの攻撃とスタンリーへの進撃にむけた機動を始めるよう命令をうけた。
一方、アルゼンチン軍において、グース・グリーン防衛の主力部隊となっていたのは第12連隊であり、連隊長はイタロ・ピアッヒ中佐であった。連隊の兵士の半分以上は2月に徴兵されたばかりで訓練はほとんど完了しておらず、舶送される予定の重装備も到着しておらず、人員・装備ともに不十分な状態であった。部隊の抽出や配属があり、28日の時点でグース・グリーンに配備されていた部隊は総兵力1,007名、歩兵3個中隊を基幹として105mm榴弾砲3門、120mm重迫撃砲（状態不良）1門、81mm迫撃砲3門、35mm対空機関砲2門などを保有しており、メルセデス任務部隊と称された。

#### 第2空挺大隊の攻撃準備
イギリス側では、SASによる最初の偵察結果では士気薄弱な1個中隊程度と見積もられていたが、22日午後に第3空挺大隊がアルゼンチン軍の下士官を捕虜にするなど情報収集を進めた結果、26日には、ほぼ上記のような部隊の全容を把握していた。一方の第2空挺大隊は、上陸以降、橋頭堡の南側を防御するためサセックス山に布陣していたが、冷たい風と湿った土地、そして防水性に欠ける軍靴のために、塹壕足をはじめとする病気や負傷によって、既に兵力の約4％に相当する27名の兵士が後送されていた。
27日10時、BBCは全世界に対して「空挺大隊はまさにグース・グリーンとダーウィンを攻撃する準備ができている」と放送した。これを聞き、大隊長ジョーンズ中佐は激怒し、奇襲効果は失われたと信じた。また上記のようにアルゼンチン軍が当初予想よりも強力だったこともあり、第2空挺大隊固有の部隊に加えて、L118 105mm榴弾砲3門の配属を受けるとともに艦砲射撃の支援を受けることになった。一方、第12連隊長ピアッヒ中佐は、まさかBBCが自国軍の正確な情報を放送するとは思わず、欺瞞情報と考えたが、その他の予兆から、イギリス軍の攻撃が迫っていることは察知していた。
同日、第2空挺大隊はカミラ・クリーク・ハウスに移動し、15時よりジョーンズ中佐は命令を下達した。当初の作戦計画は、イギリス空挺部隊の練度を活かして夜間のうちに攻撃を完了するもので、6つの段階に分かれた複雑な計画であった。中佐のせっかちな性格のために急いで下達されたこともあり、中隊長以下、誰も命令を理解できなかった。また上記の通り、トンプソン准将はあくまで襲撃作戦として下令したが、ジョーンズ中佐はこれを拡大解釈し、占領作戦に変更していた。

#### 大隊長の攻撃と戦死
18時より、第2空挺大隊の各部隊は順次前進して攻撃位置に進入した。攻撃開始予定は28日2時であったが、艦砲射撃を担当するフリゲート「アロー」は昼間は別の任務を割り当てられており、4時30分には艦砲射撃を終了しなければならなかった。このため、大隊の攻撃開始前の22時から3時間に渡って射撃することで十分な地ならしをすることになったが、これにより、ジョーンズ中佐が企図した「始めは静かに接近」という要領は最初から挫折した。
イギリス側は、アルゼンチンの戦力はほぼ正確に見積もっていたが、その配置は把握しておらず、ジョーンズ中佐の込み入った作戦は、戦闘が開始されるとすぐに齟齬を来しはじめた。例えば最初に攻撃を開始したA中隊は、無抵抗のうちに当初目標を速やかに占領したあと、他の部隊の戦闘を横目にしばらく停止させられた。その後攻撃した次の目標もやはり無抵抗であったため、中隊長はそのまま更に次の目標に前進しようとしたが、ジョーンズ中佐は、A中隊を自ら確認したいとしてこれを却下した。そして中佐の到着を待つ1時間の間に夜は明け始めており、次の目標であるダーウィン丘において、A中隊は激烈な抵抗に遭遇した。またこれとほぼ同時刻、B中隊も、その西側において、50口径機銃などの強力な火力を備えた陣地に遭遇し、前進を阻止された。
A・B中隊の攻撃が頓挫しているのをみて、7時30分頃、D中隊は主防衛線を迂回して助攻を行うことを、またC中隊は機関銃により火力支援を行うことを、それぞれ上申したが、ジョーンズ中佐はいずれも却下し、無線を混乱させるなと叱責した。またこの他にも、支援中隊長や砲兵指揮官からも多数の有益な示唆が提案されたが、中佐はこれらを全て拒絶し、8時30分頃よりA中隊と合流して、同中隊のみで攻撃を継続させた。しかしそれでも攻撃は停滞しており、焦った中佐は手近な人員を集めて、自ら陣頭にたって突撃した。この突撃に参加した人員は20名程度に過ぎず、また将校や無線手が多かったこともあって、たちまち阻止された。ひとりジョーンズ中佐のみ前進できたが、結局9時30分時頃に戦死した。しかし突撃隊員が、中佐を狙撃した塹壕を66mmロケット弾で撃破することに成功すると、その破壊力を恐れた周囲の塹壕が降伏し、勝利をもたらした。